# Cádiz
Cádiz (francouzsky Cadix, portugalsky Cádis, italsky Cadice, latinsky Gades) je přístavní město v jihozápadním Španělsku. Jde o hlavní město stejnojmenné provincie, jedné z osmi, které tvoří autonomní společenství Andalusie. Žije zde přibližně 111 tisíc obyvatel, v celé metropolitní oblasti pak přibližně 625 000 obyvatel.

## Historie
Cádiz je patrně nejstarším dosud stojícím městem v jihozápadní Evropě; byl založen Féničany před rokem 1000 př. n. l., podle tradice 80 let po Trojské válce. Okolí bylo obýváno národem Tartessů a bývá ztotožňováno s biblickým Taršíšem. Cádiz byl považován za centrum povstání vojáků, především důstojníků, kteří v roce 1812 vyhlásili ústavu. Král Ferdinand VII. byl uvězněn, ale poté osvobozen francouzskou vojenskou intervencí, která vzpouru potlačila (bitva u Trocadera).

## Partnerská města
- Brest, Francie
- Buenos Aires, Argentina
- Cartagena de Indias, Kolumbie
- Ceuta, Španělsko
- Huelva, Španělsko
- Santa Cruz de Tenerife, Španělsko
- La Coruña, Španělsko
- Havana, Kuba
- Medway, Spojené království
- Montevideo, Uruguay
- Móstoles, Španělsko
- Tanger, Maroko
- Torrevieja, Španělsko
- San Juan, Portoriko
- Dachla (الداخلة), Západní Sahara